# Křesťanskodemokratická lidová strana (Maďarsko)
Křesťanskodemokratická lidová strana, zkráceně KDNP, maďarsky Kereszténydemokrata Néppárt, je parlamentní pravicová politická strana v Maďarsku, která od roku 2006 spolupracuje se stranou Fidesz – Maďarská občanská unie.

## Historie
Strana byla založena v srpnu 1943 v tehdejším Maďarském království. Ovšem její existence neměla dlouhého trvání, s nástupem komunismu a vyhlášením Maďarské lidové republiky byla strana zrušena. Značná část tehdejších představitelů a politiků strany odešla do emigrace. Nakrátko obnovila svou činnost v průběhu protikomunistického povstání na podzim 1956, záhy byla opět komunisty zrušena. 
Své působení opět zahájila v roce 1989. V prvních svobodných volbách 1990 získala 21 křesel a spolu s vítězem voleb pravicovým MDF utvořila vládní koalici. Po volbách 1994, které drtivě vyhrála levicová MSZP, byla KDNP v opozici. Následně po dvě volební období 1998 a 2002 se tato strana do parlamentu vůbec nedostala. 
Před volbami 2006 se spojila do volební koalice se stranou Fidesz a znovu se dostala do parlamentu, jako opoziční strana se 23 mandáty. Pro parlamentní volby 2010 se KDNP opět rozhodla jít do volební koalice a sestavit společnou kandidátku s nejsilnější pravicovou stranou Fidesz. Volební aliance Fidesz–KDNP kandidovala i v parlamentních volbách a ve volbách do Evropského parlamentu na jaře 2014. V obou volbách strana zvítězila, v Parlamentních obhájila ústavní většinu (133 mandátů z nově 199), ve volbách do Evropského parlamentu získala koalice 13 mandátů z 21 (z toho 1 pro KDNP). 
V parlamentních volbách 2018 strany opět kandidovaly společně a opět obhájily ústavní většinu v parlamentu, tentokrát se ziskem 133 mandátů, z toho 16 pro KDNP. Situace se opakovala i ve volbách v roce 2022, kdy strany získaly v koalici 135 mandátů, z nichž 18 připadlo KDNP.
V roce 2022 do přešel z Fideszu do KDNP ministr Tibor Navracsics. Roku 2023 se členkou strany stala bývalá předsedkyně parlamentu Katalin Szili.

## Stranický aparát

### Předsedové strany
| Od   | Do   | Předseda           |
| ---- | ---- | ------------------ |
| 1945 | 1949 | István Barankovics |
| 1989 | 1990 | Sándor Keresztes   |
| 1990 | 1995 | László Surján      |
| 1995 | 2001 | György Giczy       |
| 2001 | 2002 | Tivadar Bártók     |
| 2002 | 2003 | László Varga       |
| 2003 |      | Zsolt Semjén       |

### Poslanci EP
- Poslanec sedmého Evropského parlamentu (2009–2014): László Surján
- Poslanec osmého Evropského parlamentu (2014–2019): György Hölvényi
- Poslanec devátého Evropského parlamentu (2019–2024): György Hölvényi
- Poslanec desátého Evropského parlamentu (2024–2029): György Hölvényi

## Volební výsledky

### Volby do Zemského sněmu
| Volby | Celostátní kandidátní listina | Celostátní kandidátní listina | OEVK (1. kolo) | OEVK (1. kolo) | OEVK (2. kolo) | OEVK (2. kolo) | Mandáty | Mandáty | Status  |
| Volby | Hlasy                         | %                             | Hlasy          | %              | Hlasy          | %              | Počet   | %       | Status  |
| ----- | ----------------------------- | ----------------------------- | -------------- | -------------- | -------------- | -------------- | ------- | ------- | ------- |
| 19451 |                               |                               |                |                |                |                | 2/409   | 0,49    | Vláda   |
| 1947  | 824 259                       | 16,50                         |                |                |                |                | 60/411  | 14,60   | Opozice |
| 1990  | 317 278                       | 6,46                          | 287 578        | 5,80           | 127 938        | 3,75           | 21/386  | 5,44    | Vláda   |
| 1994  | 379 322                       | 7,03                          | 397 887        | 7,30           | 126 616        | 2,95           | 22/386  | 5,70    | Opozice |
| 1998  | 104 892                       | 2,31                          | 129 787        | 2,90           | 122            | 0              | 0/386   | 0       | —       |
| 20022 | 219 029                       | 3,90                          | 182 256        | 3,20           | 5 280          | 0,12           | 0/386   | 0       | —       |
| 20063 | 2 272 979                     | 42,03                         | 2 269 241      | 41,99          | 1 511 426      | 46,65          | 23/386  | 5,95    | Opozice |
| 20103 | 2 706 292                     | 52,73                         | 2 732 965      | 53,43          | 620 232        | 53,81          | 36/386  | 9,32    | Vláda   |
| 20143 | 2 264 780                     | 44,87                         | 2 165 342      | 44,11          | —              | —              | 16/199  | 8,04    | Vláda   |
| 20183 | 2 824 551                     | 49,27                         | 2 636 201      | 47,89          | —              | —              | 16/199  | 8,04    | Vláda   |
| 20223 | 3 060 706                     | 54,13                         | 2 823 419      | 52,80          | —              | —              | 18/199  | 9,05    | Vláda   |

1: DNP získala mandáty v rámci FKgP.

2: KDNP kandidovala v koalici s Összefogás Magyarországért Centrum.

3: KDNP kandidovala v koalici s Fidesz – Maďarská občanská unie.

### Volby do Evropského parlamentu
| Volby | Počet hlasů | Hlasy v % | Počet mandátů | Politická skupina EP | Evropská strana |
| ----- | ----------- | --------- | ------------- | -------------------- | --------------- |
| 2004  | —           | —         | 0/24          | —                    | EPP             |
| 20091 | 1 632 309   | 56,36     | 1/22          | EPP                  | EPP             |
| 20141 | 1 193 991   | 51,48     | 1/21          | EPP                  | EPP             |
| 20191 | 1 824 220   | 52,56     | 1/21          | EPP                  | EPP             |
| 20241 | 2 048 211   | 44,82     | 1/21          | P4E                  | EPP             |

1: KDNP kandidovala v koalici s Fidesz – Maďarská občanská unie.